# Magdeburger Oberbürgermeisterwahl 2022
Die Oberbürgermeisterwahl in Magdeburg 2022 fand am 24. April 2022 statt. Da kein Kandidat im ersten Wahlgang eine absolute Mehrheit erhielt, fand am 8. Mai 2022 ein Stichwahl statt. Simone Borris (parteilos) gewann diese mit 64,8 % der Stimmen und trat am 1. Juli 2022 ihr Amt an.

## Ausgangslage
Die sachsen-anhaltische Landeshauptstadt hatte seit 1990 nur Oberbürgermeister der SPD. Zuletzt hatte mehr als 21 Jahre (seit 2001) Lutz Trümper das Amt des Oberbürgermeisters inne. Zur Oberbürgermeisterwahl 2022 hatte er sich entschieden nicht erneut zu kandidieren. Simone Borris trat als stellvertretende Bürgermeisterin bei der Wahl an. Dieses Amt hatte sie seit Oktober 2021 inne.

## Kandidaten
Zur Wahl standen im ersten Wahlgang neun Kandidaten.
- Simone Borris (parteilos), unterstützt von FDP, Tierschutzpartei und future!
- Jens Rösler (SPD), unterstützt von Bündnis 90/Die Grünen
- Tobias Krull (CDU)
- Nicole Anger (Die Linke)
- Frank Pasemann (parteilos, 2020 aus der AfD ausgeschlossen), unterstützt von der AfD
- Till Isenhuth (parteilos)
- Sarah Biedermann (Freie Wähler)
- Bettina Cornelia Fassl (Tierschutzallianz)
- André Jordan (Die PARTEI)

## Ergebnisse

### Erster Wahlgang
Bei der Wahl am 24. April 2022 entschieden sich gemäß vorläufigem Endergebnis 43,3 % der Wähler für Simone Borris (parteilos), 26,3 % für Jens Rösler, 12,2 % für Tobias Krull, 6,8 % für Nicole Anger, 5,0 % für Frank Pasemann, 2,2 % für Till Isenhuth, 1,7 % für Sarah Biedermann, 1,4 % für Bettina Cornelia Fassl und 1,1 % für André Jordan.
Die Wahlbeteiligung lag bei 40,4 %.

### Zweiter Wahlgang (Stichwahl)
Da im ersten Wahlgang kein Kandidat die absolute Mehrheit der Stimmen auf sich hatte vereinigen können, fand am 8. Mai 2022 ein zweiter Wahlgang zwischen Simone Borris (parteilos) und Jens Rösler (SPD) statt. In diesem wurde Borris mit 64,8 % der Stimmen zur neuen Oberbürgermeisterin von Magdeburg gewählt, Jens Rösler erhielt 35,2 % der Stimmen.
Die Wahlbeteiligung bei der Stichwahl lag bei 32,1 %.